# Gannett
Gannett Company, Inc. ist eine amerikanische Holdinggesellschaft für Massenmedien, in deren Eigentum sich etliche Zeitungsverlage, Fernsehsender und Produktionsfirmen befinden. Die Firma gehört zu den 50 größten Medienkonzernen der Welt und ist, gemessen an der täglichen Gesamtauflage, der größte Zeitungsverlag der USA. Zum Konzern gehören die überregionale Zeitung USA Today sowie etliche Lokalzeitungen.
Der Hauptsitz von Gannett befindet sich in Tysons, Virginia, im Großraum Washington, D.C.

## Geschichte
Die Gannett Company, Inc. wurde 1923 von Frank E. Gannett in Rochester, New York, gegründet und ging aus der Elmira Gazette hervor, einem Zeitungsunternehmen, das er 1906 in Elmira, New York, gegründet hatte. Der als konservativ bekannte Gannett erlangte Bekanntheit und Reichtum, indem er kleine unabhängige Zeitungen aufkaufte und sie zu einer großen Kette ausbaute – ein Trend des 20. Jahrhunderts, der der Zeitungsindustrie half, finanziell überlebensfähig zu bleiben.
Im April 1957 trat Paul Miller die Nachfolge von Frank Gannett als Präsident und CEO an. Im Jahr 1973 wurde Miller von Al Neuharth abgelöst.
Im Jahr 1979 erwarb Gannett die Combined Communications Corp, den Betreiber von zwei großen Tageszeitungen, der Oakland Tribune und dem Cincinnati Enquirer, sieben Fernsehsendern, 13 Radiosendern sowie einer Abteilung für Außenwerbung, für 370 Millionen Dollar.
Im Jahr 2015 spaltete sich Gannett in zwei börsennotierte Unternehmen auf, von denen sich das eine auf das Zeitungs- und Verlagswesen und das andere auf den Rundfunkbereich konzentrierte. Das Rundfunkunternehmen wurde in Tegna umbenannt und besitzt etwa 68 Fernsehsender. Das Zeitungsunternehmen hat den Namen Gannett übernommen. Die Aufspaltung wurde so strukturiert, dass Tegna die Rechtsnachfolgerin des alten Gannett ist, während das neue Gannett ein Spin-off ist.
Im November 2019 übernahm die New Media Investment Group ihre Tochtergesellschaft GateHouse Media und fusionierte sie mit Gannett, wodurch der größte Zeitungsverlag der Vereinigten Staaten entstand, der den Namen Gannett übernahm. Mike Reed wurde zum CEO ernannt.

## Konzern

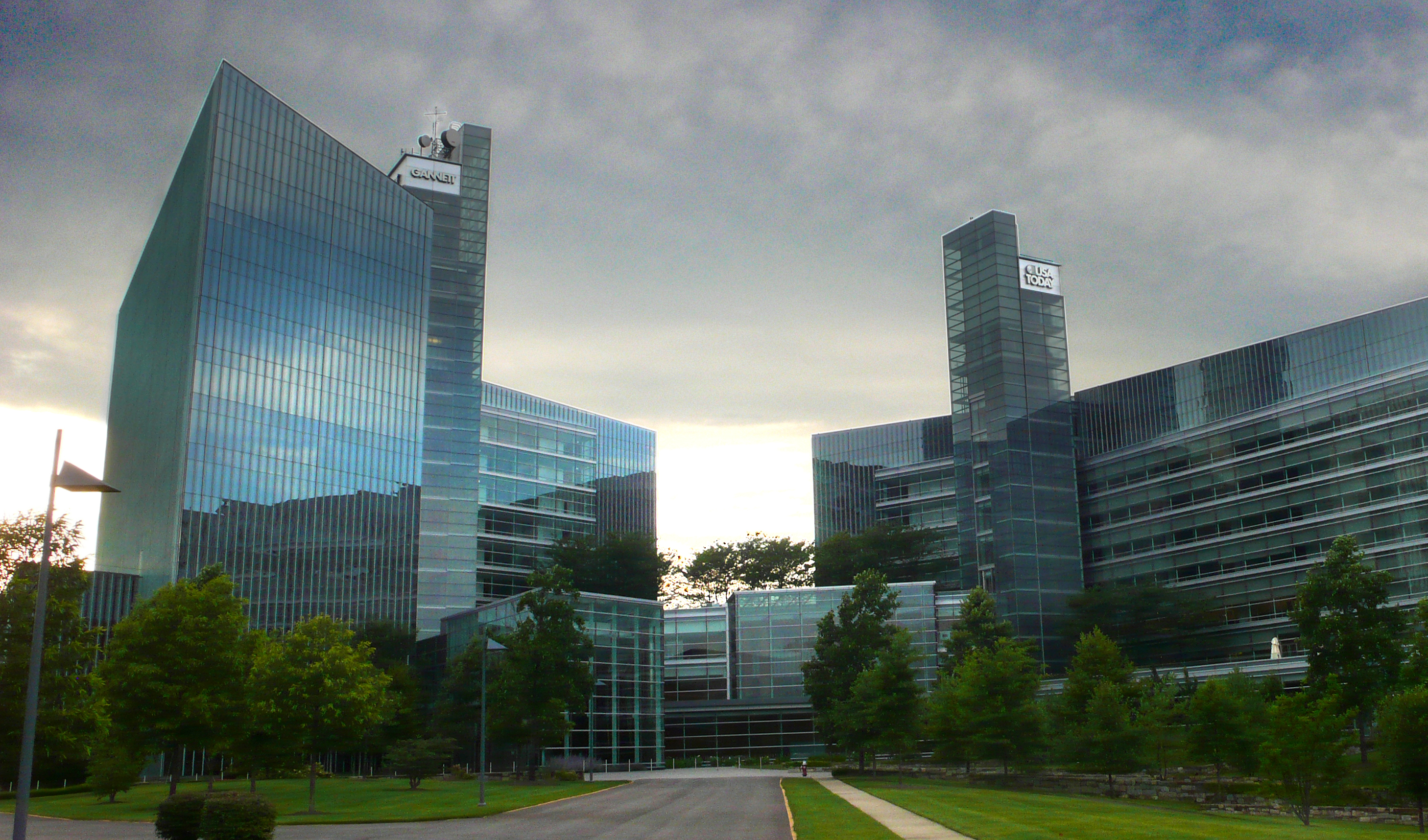
Vorderansicht des USA Today/Gannett Gebäudes in Tysons Corner, Virginia

Der Hauptsitz des Unternehmens befindet sich in Tysons Corner (in der Nähe von Washington, D.C.). 2013 beschäftigte Gannett 31.600 Mitarbeiter. Nach der Aufspaltung des Konzerns 2015 beschäftigte Gannett, das sich nun ausschließlich auf das Zeitungs- und Verlagswesen fokussiert, noch 11.200 Mitarbeiter.
Langjähriger Vorstandsvorsitzender (CEO) von Gannett war Al Neuharth. Nach der Übernahme durch die New Media Investment Group im Jahr 2019 wird der Konzern von Mike Reed geführt. New Media wiederum ist im Besitz der Investmentgesellschaft Fortress Investment Group, die seit 2017 zur japanischen Softbank Group gehört.

## Produkte
Zu den bekanntesten Produkten des Konzerns zählt die Tageszeitung USA Today. Die älteste Zeitung von Gannett ist das Berrow's Worcester Journal mit Sitz in Worcester, England, das 1690 gegründet wurde. In den Vereinigten Staaten sind die ältesten noch im Umlauf befindlichen Zeitungen das Poughkeepsie Journal, das 1785 in Poughkeepsie, New York, gegründet wurde, und The Leaf-Chronicle, das 1808 in Clarksville, Tennessee, gegründet wurde.

### Zeitungen
Alabama
- The Montgomery Advertiser

Arizona
- The Arizona Republic, Phoenix

Arkansas
- The Baxter Bulletin

Kalifornien
- The Desert Sun, Palm Springs
- The Salinas Californian
- Tulare Advance-Register
- Visalia Times-Delta

Colorado
- Fort Collins Coloradoan

Connecticut
- Norwich Bulletin

Delaware
- The News Journal, Wilmington

Florida
- Florida Today, Brevard County
- The Florida Times-Union
- Fort Myers News-Press
- Pensacola News Journal
- Tallahassee Democrat

Hawaii
- The Honolulu Advertiser

Illinois
- Rockford Register Star

Indiana
- The Indianapolis Star
- Journal and Courier, Lafayette
- Chronicle-Tribune, Marion
- The Star Press, Muncie
- Palladium-Item, Richmond

Iowa
- Des Moines Register
- Iowa City Press-Citizen

Kentucky
- The Courier-Journal, Louisville

Louisiana
- The Town Talk, Alexandria
- The Daily Advertiser, Lafayette
- The News-Star, Monroe
- Daily World, Opelousas
- The Times, Shreveport

Maryland
- The Daily Times, Salisbury

Massachusetts
- Telegram & Gazette, Worcester

Michigan
- Battle Creek Enquirer
- Detroit Free Press
- Lansing State Journal
- Times Herald, Port Huron
- Press & Argus, Livingston County

Milwaukee
- Milwaukee Journal Sentinel

Minnesota
- St. Cloud Times

Mississippi
- Hattiesburg American
- The Clarion-Ledger, Jackson

Missouri

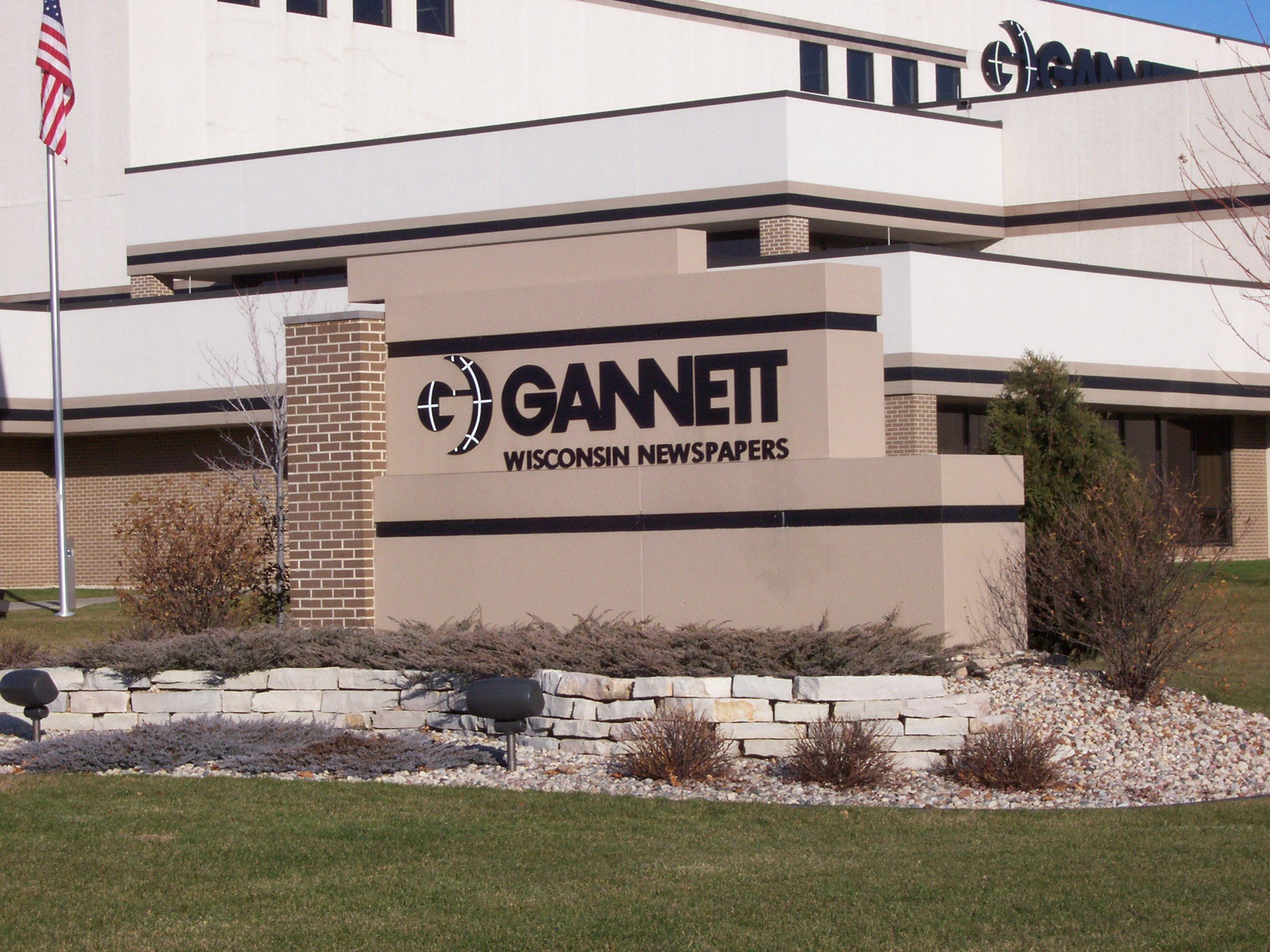
Aufnahme mit Logo des Unternehmens auf einem Gebäude in Appleton, Wisconsin

- Springfield News-Leader, Springfield

Montana
- Great Falls Tribune

Nevada
- Reno Gazette-Journal

New Jersey
- Asbury Park Press
- Courier News, Bridgewater Township
- The Courier-Post, Cherry Hill Township
- Home News Tribune, East Brunswick
- Daily Record, Morristown
- The Daily Journal, Vineland
- Ocean County Observer, Toms River

New York
- Press & Sun-Bulletin, Binghamton
- Star-Gazette, Elmira
- The Ithaca Journal
- Poughkeepsie Journal
- Rochester Democrat and Chronicle
- Observer-Dispatch, Utica
- The Journal News, Westchester County

North Carolina
- Asheville Citizen-Times

Ohio
- Newspaper Network of Central Ohio
- Telegraph-Forum, Bucyrus
- Chillicothe Gazette
- The Cincinnati Enquirer
- The Columbus Dispatch
- Coshocton Tribune
- The News-Messenger, Fremont
- Lancaster Eagle-Gazette
- News Journal, Mansfield
- The Marion Star
- The Advocate, Newark
- News Herald, Port Clinton
- Times Recorder, Zanesville

Oklahoma
- The Oklahoman,  Oklahoma City

Oregon
- Statesman Journal, Salem

Pennsylvania
- Public Opinion, Chambersburg

Rhode Island
- The Providence Journal, Providence

South Carolina
- The Greenville News
- Link (magazine)

South Dakota
- Argus Leader, Sioux Falls

Tennessee
- The Leaf-Chronicle, Clarksville
- The Jackson Sun
- The Daily News Journal, Murfreesboro
- The Tennessean, Nashville

Texas
- Austin American-Statesman
- Corpus Christi Caller-Times
- El Paso Times

Utah
- The Spectrum, St. George

Vermont
- The Burlington Free Press

Virginia
- The News Leader, Staunton

Washington
- The Bellingham Herald (inzwischen veräußert)
- The Olympian (inzwischen veräußert), Olympia

West Virginia
- The Herald Dispatch, Huntington

Wisconsin
- The Post-Crescent, Appleton
- The Reporter, Fond du Lac
- The Green Bay News-Chronicle
- Green Bay Press-Gazette
- Herald Times Reporter, Manitowoc
- Marshfield News-Herald
- Oshkosh Northwestern, Oshkosh
- The Sheboygan Press
- Stevens Point Journal
- Wausau Daily Herald
- Wisconsin Rapids Daily Tribune, Wisconsin Rapids

Weitere
- Army Times Publishing Company – Publikationen insbesondere Army Times, Navy Times, Air Force Times, Marine Corps Times, Defense News und Federal Times (inzwischen verkauft, gehört heute als Sightline Media Group dem Finanzinvestor Regent)[2]
- Newquest Media Group – Publikationen insbesondere Evening Times und The Herald
- Nursing Spectrum – meistens zweimal wöchentliches Magazin